# Rudolf Brinckmann
Rudolf Franz Karl Jacob Brinckmann (* 8. Februar 1889 in Smyrna, Türkei; † 2. Januar 1974 in Hamburg) war ein deutscher Bankier und Politiker.

## Leben

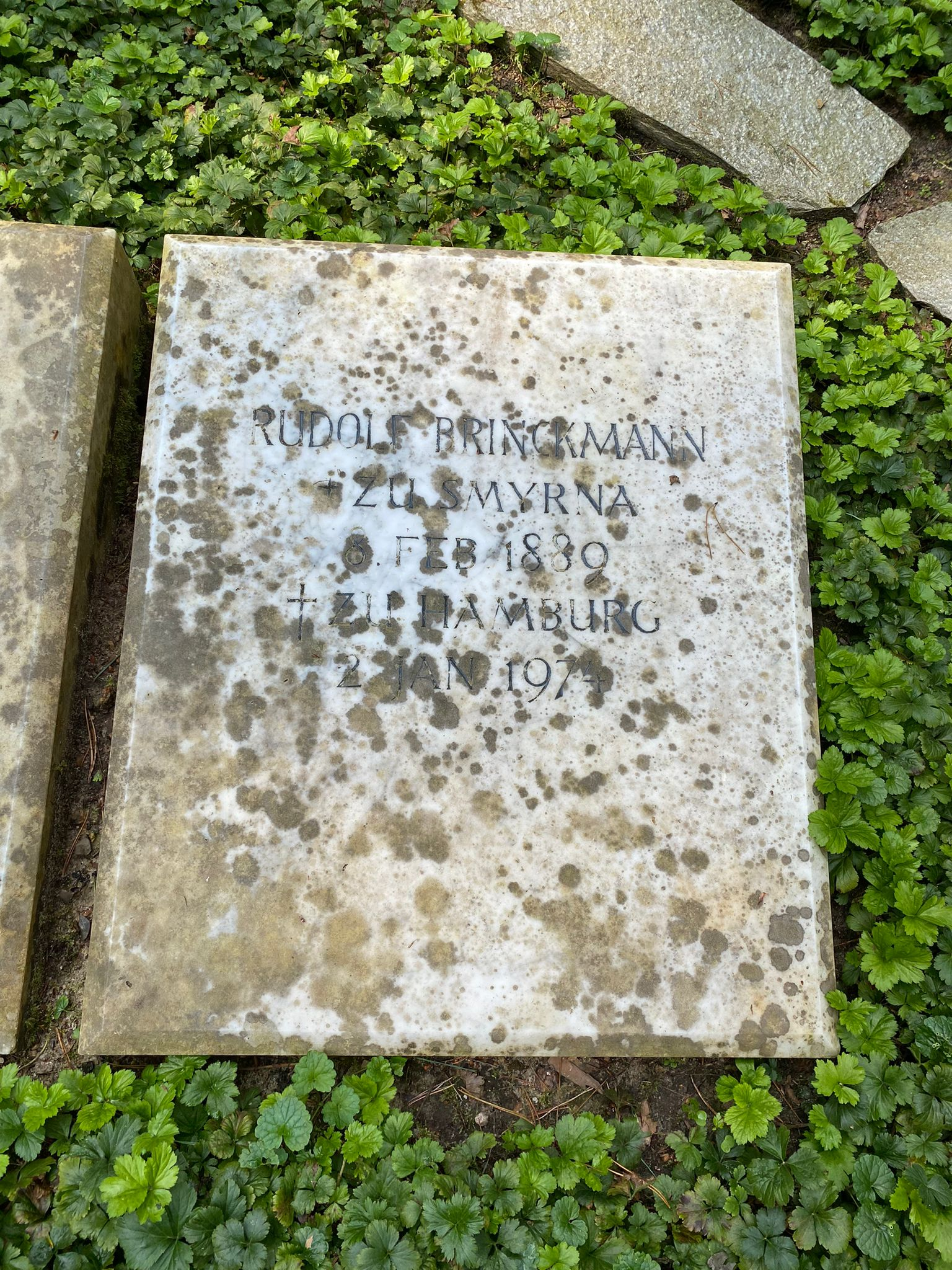
Grabplatte in der Familiengrabstätte auf dem Waldfriedhof Aumühle

Brinckmann kam als Sohn des Kgl. Dänischen Konsuls Karl Christian Brinckmann in Smyrna zur Welt. Im Alter von 14 Jahren kam er nach Frankfurt am Main. Nach dem Abitur studierte er Rechts- und Staatswissenschaften, Nationalökonomie und orientalische Sprachen in Freiburg, München, Berlin und Bonn. 1913 legte er an der Juristischen Fakultät der Universität Greifswald seine Promotionsschrift Interimsscheine im geltenden Handelsrecht vor.
Nach kurzer juristischer Tätigkeit absolvierte er in Frankfurt eine Banklehre. Anschließend war er für die Deutsche Bank in Konstantinopel tätig. 1920 trat er beim privaten Hamburger Bankhaus M.M.Warburg & CO ein. Ausgestattet mit umfangreichen Fremdsprachenkenntnissen pflegte er die Auslandsbeziehungen der Bank. Er wurde rasch zum Prokuristen ernannt und erhielt 1931 als enger Vertrauter von Paul Warburg Generalvollmacht. Von 1937 bis 1963 gehörte Brinckmann dem Aufsichtsrat der Hypothekenbank in Hamburg an. Als die Familie Warburg 1938 emigrieren musste, übernahm er gemeinsam mit dem Geschäftsfreund Johann Jacob Paul Wirtz 1938 die Leitung der Bank. Nach der Rückkehr der Familie nach Kriegsende führte er mit Eric M. Warburg und fünf weiteren Inhabern das Bankhaus zu neuer Blüte.
Er gehörte 1946 als parteiloses Mitglied dem ersten von der Besatzungsmacht ernannten Landtag von Schleswig-Holstein nach dem Zweiten Weltkrieg an und war dort Mitglied des Finanzausschusses. Später schloss er sich der CDU an, deren Ortsverband Aumühle-Wohltorf er mitbegründete. Rudolf Brinckmann war nach dem Krieg weiterhin als Bankier tätig. 1952 war er Vorsitzender des Verwaltungsrats der Landeszentralbank Hamburg, 1964 saß er im Verwaltungsrat der Bank für Internationalen Zahlungsausgleich.
Brinckmann wurde in der Familiengrabstätte auf dem Waldfriedhof in Aumühle beigesetzt.

## Ehrungen
- 1953: Großes Verdienstkreuz mit Stern der Bundesrepublik Deutschland
- 1968: Großes Verdienstkreuz mit Stern und Schulterband der Bundesrepublik Deutschland[5]
- Orden von Homayoum (Persien)
- Ritter der Ehrenlegion (Frankreich)